# Cầu hành
Cầu hành (danh pháp hai phần: Bulbophyllum morphologorum) là một loài phong lan thuộc chi Bulbophyllum. Loài này phân bố ở Thái Lan và Việt Nam.